# Florence Bascom
Florence Bascom, född 1862, död 1945, var en amerikansk geolog. 
Nedslagskratern Bascom på planeten Venus och asteroiden 6084 Bascom är uppkallade efter henne.